# Computador com programa armazenado
Um computador com programa armazenado é um computador que armazena instruções de programa em memória acessível eletronicamente ou opticamente. Isso contrasta com sistemas que armazenavam as instruções do programa em plugboards ou mecanismos semelhantes. A definição é frequentemente ampliada com a exigência de que o tratamento de programas e dados na memória seja intercambiável ou uniforme.
Em princípio, os computadores com programas armazenados foram projetados com diversas características arquitetônicas. Um computador com arquitetura de von Neumann armazena dados de programa e dados de instrução na mesma memória, enquanto um computador com arquitetura Harvard possui memórias separadas para armazenar programas e dados. No entanto, o termo computador com programa armazenado é algumas vezes usado como sinônimo da arquitetura von Neumann. Jack Copeland considera que é "historicamente inapropriado referir-se aos computadores digitais com programas armazenados eletrônicos como 'máquinas de von Neumann'". Hennessy e Patterson escreveram que as primeiras máquinas de Harvard foram consideradas "reacionárias pelos defensores dos computadores com programas armazenados".